# Congregatie (Curie)
Een Congregatie was een bestuursorgaan van de van de Rooms-Katholieke Kerk. De congregaties behartigen de belangen van de kerk op een bepaald gebied, onder andere door het voorbereiden van documenten.
De Romeinse Curie kende tot 2022 de volgende congregaties:
1. De congregatie voor de Bisschoppen
2. De congregatie voor de Clerus
3. De congregatie voor de Evangelisatie van de Volkeren
4. De congregatie voor de Geloofsleer
5. De congregatie voor de Goddelijke Eredienst en de Regeling van de Sacramenten
6. De congregatie voor de Heilig- en Zaligsprekingsprocessen
7. De congregatie voor de Instituten van Gewijd Leven en Gemeenschappen van Apostolisch Leven
8. De congregatie voor de Katholieke Opvoeding (seminaries, katholieke universiteiten e.d.)
9. De congregatie voor de Oosterse Kerken

Op 5 juni 2022 werd bij de invoering van de apostolische constitutie Praedicate Evangelium de structuur van de Romeinse Curie gewijzigd. Alle congregaties werden opgeheven en vervangen door een dicasterie.